# Roberto Chery
Roberto Chery (Montevidéu, 16 de fevereiro de 1896 - Rio de Janeiro, 30 de maio de 1919) foi um futebolista uruguaio.
Era um excelente goleiro que atuou no Peñarol, juntamente com craques como José Piendibene, Isabelino Gradín e Antonio Campolo, conquistando o campeonato uruguaio de 1918. Suas atuações seguras levaram que o selecionador uruguaio Severino Castillo o convocasse para ser suplente do mítico guardametas Cayetano Saporiti na Copa América (então Campeonato Sul-Americano) a ser disputado no Rio de Janeiro em 1919. Na única ocasião que teve para jogar, no dia 17 de maio na partida contra os chilenos no Estádio das Laranjeiras, onde se desenrolou a competição um potente disparo de um atacante andino foi encaixado pelo arqueiro que teve uma hérnia rompida. Chery foi imediatamente conduzido para um hospital onde ficou por duas semanas mas acabou por falecer justamente no dia seguinte do final da competição que foi vencida pelos brasileiros numa memorável final contra os uruguaios.
Era também poeta e sua morte aos 23 anos comoveu o meio futebolístico sul-americano, por isso Chery é considerado pelo Peñarol um mártir como Abdón Porte foi para o Nacional.
Em sua memória Brasil e Argentina disputaram a Copa Roberto Chery no dia 1 de junho, jogando respectivamente com a camisa aurinegra do Peñarol e a celeste do Uruguai, a renda seria revertida para o traslado do féretro e para ajudar a família do atleta. A partida terminou empatada em 3 gols e o troféu foi dado ao Peñarol.